# Sergia Galván
Sergia Galván Ortega (Hato Mayor del Rey, República Dominicana, 1955) es una maestra, orientadora y  activista feminista dominicana. Es conocida en el ámbito público por su lucha por los derechos de las mujeres. 

## Biografía

### Biografía
Sergia Galván Ortega es maestra, orientadora y activista feminista. En el 1979 se vinculó al movimiento feminista y desde ese momento toda su vida ha estado marcada por la lucha en defensa de los derechos de las mujeres, contra las desigualdades y la discriminación, tanto desde las organizaciones de mujeres, como desde diversas organizaciones y movimientos sociales. Ha sido parte activa de las principales luchas que han llevado a cabo en el país en las últimas tres década la sociedad civil, los movimientos sociales y movimiento feminista por una sociedad más justa, más equitativa y por una real democracia.

### Primeros años
En el año 1980 se integra a Acción Femenina Incorporada AFI, una organización feminista de izquierda, que trabajaba organizando a las Mujeres Amas de Casa, desde donde empieza a trabajar en la formación y organización de mujeres en diferentes parte del país. 

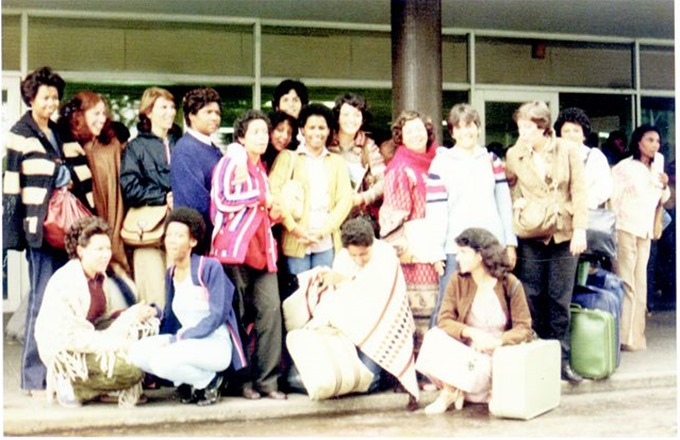
Primer Encuentro Feminista de América Latina y el Caribe del 18 al 21 de julio de 1981

Formó parte de la delegación de mujeres dominicanas que participó en el Primer Encuentro Feminista de América Latina y el Caribe realizado en Bogotá Colombia en el año 1981, a partir de esa fecha ha formado parte activa del movimiento feminista de América Latina y el Caribe.   
En el 1984, entró a trabajar en el Centro Dominicano de Estudios de la Educación en el Programa de la Mujer, una de las principales ONGs del país, desde donde continúa su trabajo organizativo con mujeres, tanto del campo como de la ciudad. Ese mismo año, funda junto a otras organizaciones de mujeres a la Colectiva Mujer y Salud, una organización pionera en el trabajo sobre el cuerpo, la salud y la sexualidad de las mujeres. 
En  el año (1989-1992) se mudó a México, allá toma cursos de especialización en Estudios de la Mujer en la Universidad Metropolitana y trabaja en el Centro de Investigación de América Latina y el Caribe CIDAL, una de las principales instituciones feministas de México.

### Activismo
Su activismo en el movimiento social la llevó a coordinar junto a otras mujeres,  el Primer Encuentro de Mujeres Negras de América Latina y el Caribe realizado en la República Dominicana en el año 1992, y a ser Co-Fundadora de la Red de Mujeres Afrodescendientes de América Latina y Caribe y Co-Fundadora del Movimiento por la Identidad de la Mujer Negra en República Dominicana. Sergia Galván es reconocida por su activismo en el movimiento afrodescendientes.
A nivel Internacional ha formado parte de diversas organizaciones y redes, como la Red de Salud de las Mujeres de América Latina y el Caribe,  actualmente forma parte de su Consejo Directivo; la Red Feminista de Investigación y acción del Caribe, CAFRA y el Comité de América Latina por los Derechos de las Mujeres, CLADEM, entre otros.
Fue la primera dominicana en formar parte del Comité de Experta de seguimiento a la implementación de la Convención de Belém Do Pará; ha sido Delegada Alterna ante la Comisión Interamericana de Mujeres de la OEA. También formó parte del Comité de Mujeres de América Latina y Caribe preparatorio de la Conferencia de Derechos Humanos realizada en año 1993 en Viena; Integrante del Comité de Mujeres de América Latina y Caribe preparatorio de la Conferencia de Beijing, realizada en 1995 en China e Integrante del Comité Internacional de Seguimiento a la Conferencia de Durban contra el racismo. 

### Ámbito político
A finales de los año 70, empezó a militar en la izquierda dominicana en los Comités Revolucionarios Camilo Torres CORECATO y posteriormente en el Movimiento Socialista de los Trabajadores MST, militancia que abandona para dedicarse a trabajar en el movimiento social y movimiento feminista. En el 2015 se une a Minou Tavárez Mirabal en el proceso de construcción de Opción Democrática.
En el Partido Opción Democrática forma parte de la Dirección Política y dirige la Secretaría de Relaciones Internacionales. Se presentó como candidata a diputada por la Circunscripción No. 1 del Distrito Nacional en la Coalición Minou 2016.